# کوریتن
کوریتن (به بلغاری: Koriten) یک منطقهٔ مسکونی در بلغارستان است که در شهرستان کروشاری واقع شده‌است.